# Giải PFCS cho nam diễn viên chính xuất sắc nhất

Giải PFCS cho nam diễn viên chính xuất sắc nhất là một giải của Hội các nhà phê bình phim thành phố Phoenix (Hoa Kỳ) dành cho nam diễn viên đóng vai chính trong một phim, được bầu chọn là xuất sắc nhất. Giải này được lập từ năm 2000.

## Các người đoạt giải

### Thập niên 2000
| Năm  | Diễn viên        | Phim                      | Vai diễn                 |
| ---- | ---------------- | ------------------------- | ------------------------ |
| 2000 | Geoffrey Rush    | Quills                    | Marquis de Sade          |
| 2001 | Russell Crowe    | A Beautiful Mind          | John Nash                |
| 2002 | Jack Nicholson   | About Schmidt             | Warren R. Schmidt        |
| 2002 | Nicolas Cage     | Adaptation.               | Charlie & Donald Kaufman |
| 2003 | Ben Kingsley     | House of Sand and Fog     | Massoud Behrani          |
| 2004 | Jamie Foxx       | Ray                       | Ray Charles              |
| 2005 | Heath Ledger     | Brokeback Mountain        | Ennis Del Mar            |
| 2006 | Forest Whitaker  | The Last King of Scotland | Idi Amin                 |
| 2007 | Daniel Day-Lewis | There Will Be Blood       | Daniel Plainview         |
| 2008 | Sean Penn        | Milk                      | Harvey Milk              |

Bản mẫu:PFCS Awards Chron